# ジョセフ・ヘンリック
ジョセフ・ヘンリック（Joseph Henrich）は、アメリカ合衆国の人類学者。現在、ハーバード大学のヒト進化生物学科（Human Evolutionary Biology, HEB）の学科長兼教授を務める。ヘンリックが関心を持つ問いとは、「数百万年前には比較的目立たない霊長類の一種にすぎなかった」人類は、いかにして「地球上で最も成功した種へ」と進化したのか、そして文化はどのように我々の遺伝的発達に影響したのか、という問題である。

## 略歴
ヘンリックは、1991年に人類学と航空宇宙工学の学士号をノートルダム大学で取得した。1991年から1993年まで、ヴァージニア州スプリングフィールドにあるゼネラル・エレクトリック・エアロスペース／マーティン・マリエッタでテスト・評価システムエンジニアとして勤務した。1995年にはカリフォルニア大学ロサンゼルス校で修士号を取得し、その4年後に同大学から人類学の博士号を取得した。
2002年から2007年にかけて、ヘンリックはエモリー大学の人類学科で教鞭をとった。その後、ブリティッシュコロンビア大学の文化・認知・共進化分野のカナダ研究主任に就任し、同大学の心理学科と経済学科の教授を務めた。2015年に、ハーバード大学ヒト進化生物学科の教授兼学科長に任命された。

## 研究
ヘンリックの研究対象は、文化的学習、協力の進化、社会層別化、威信、経済的意思決定と宗教的信念の進化等である。また、一夫多妻制が社会に有害であると主張している。これは、一夫一婦制は男性間の競争を減らすという説に基づいている。ヘンリックの研究によれば、心理テストにおいて、西洋の（Western）、教育を受けた（educated）、工業化された（industrialized）、豊かで（rich）、民主的な（democratic）背景を持つ人々――頭文字をとってWEIRD（英語で「風変わりな」の意味）人々――は、ヒトという種の部分集合でしかなく、全体を代表する集団ではないので、多くのテスト状況において外れ値として扱われるものである。
2018年に、スイスの『ノイエ・チュルヒャー・ツァイトゥング』紙は、ヘンリックを今日最もエキサイティングな人類学者の一人として説明した。

## 著作

### 書籍
- Henrich, Joseph; Bowles, Samuel; Boyd, Robert; Camerer, Colin; Fehr, Ernst; Gintis, Herbert (2004). Foundations of human sociality: economic experiments and ethnographic evidence from fifteen small-scale societies. Oxford New York: Oxford University Press. ISBN 9780199262052
- Henrich, Joseph; Henrich, Natalie (2007). Why humans cooperate. Oxford
- Henrich, Joseph; Ensminger, Jean (2014). Experimenting with social norms. Russell Sage Foundation Press
- Henrich, Joseph (2016). The Secret of Our Success: How Culture is Driving Human Evolution, Domesticating our Species, and Making us Smarter. Princeton University Press. ISBN 9780691166858

今西康子 訳『文化がヒトを進化させた――人類の繁栄と〈文化－遺伝子革命〉』白揚社、2019年。ISBN 9784826902113。
- 今西康子 訳『WEIRD「現代人」の奇妙な心理 ：経済的繁栄、民主制、個人主義の起源 （上、下）』白揚社、2023年